# Логор Тења
Логор Тења је био концентрациони логор у Независној Држави Хрватској. Логор се налазио крај града Осијека у селу Тења, а формиран је у априлу 1941. и деловао је до августа 1942. године. Заповедник логора био је Мирко Апелт. Логор је могао примити до 3.000 особа.
У Осијеку и околици, у време доласка усташа на власт, живело је око 2.500 Јевреја. Током 1941. године најпре су извршена хапшења имућнијих Јевреја, а нешто касније и осталих. У два наврата 1941. године, усташе су одвеле из Осијека 684 особе: Јевреје, Србе и Хрвате-антифашисте, међу којима су биле жене и деца. Вршиле су транспорт група од по 100 Јевреја у логор у Госпићу. Почетком 1942, започео је масован прогон Јевреја, Срба и Хрвата-антифашиста. Жупско редаврство Осијека одлучило је да све Јевреје изолује затварањем на посебним местима. За то је одређен простор код тењске митнице, односно за изградњу насеља само за Јевреје. Априла 1942. почела је градња барака и зидани објекти на рачун Жидовске верске општине Осијек, а под надзором Жупанијског редарства. како је који објекат био завршен, попуњаван је Јеврејима. заточени Јевреји сами су се бринули о свом уздржавању и прехрани, а режим надзора није био престрог.
У духу решења јеврејског питања у НДХ, у Осијек је дошао Иван Тољ, шеф усташке полиције из Винковаца, већ од пре познат по својој суровости показаној у Сарајеву, и наредио ограђивање логора бодљикавом жицом. Постављена је усташка стража, похапшени су преостали Јевреји из Осијека и околице, а допремљене су групе из Шида, Ораховице, Нашица, Ђакова, Вуковара и Валпова. Број заточеника попео се на 3.000, па су многи били смештени на отвореном и живели и спавали на земљи. Усташе су им свима одузели све предмете и драгоцености, те сву имовину у кућама, становима и на имањима. Одузету непокретну и покретну имовину усташе су међусобно разделили.
Средином августа, усташе су почели да шаљу Јевреје у Немачку. Први воз са око 1.000 Јевреја, међу којима 700 деце, упућен је директно у Аушвиц 15. августа. У то време у Тењу је дошао Доминик Пићили, заповедник логора Јасеновац III-Циглана и одвео део Јевреја у Јасеновац. Крајем августа кренуо је трећи и последњи транспорт из Тење. Два вагона тог транспорта одведена су у Јасеновац, а остатак од око 600 логораша придружен је транспорту из Лобора и отпремљен у немачке логоре.
Логор Тења престао је да постоји крајем августа 1942. године. Иако у том логору није било масовних ликвидација, ипак је тих 3.000 Јевреја, жена и деце, који су у њему боравили убијено у Јасеновцу или у Немачкој. Свега десетак њих вратило се из немачких логора, али ниједан из Јасеновца.